# Bà Chúa Xứ

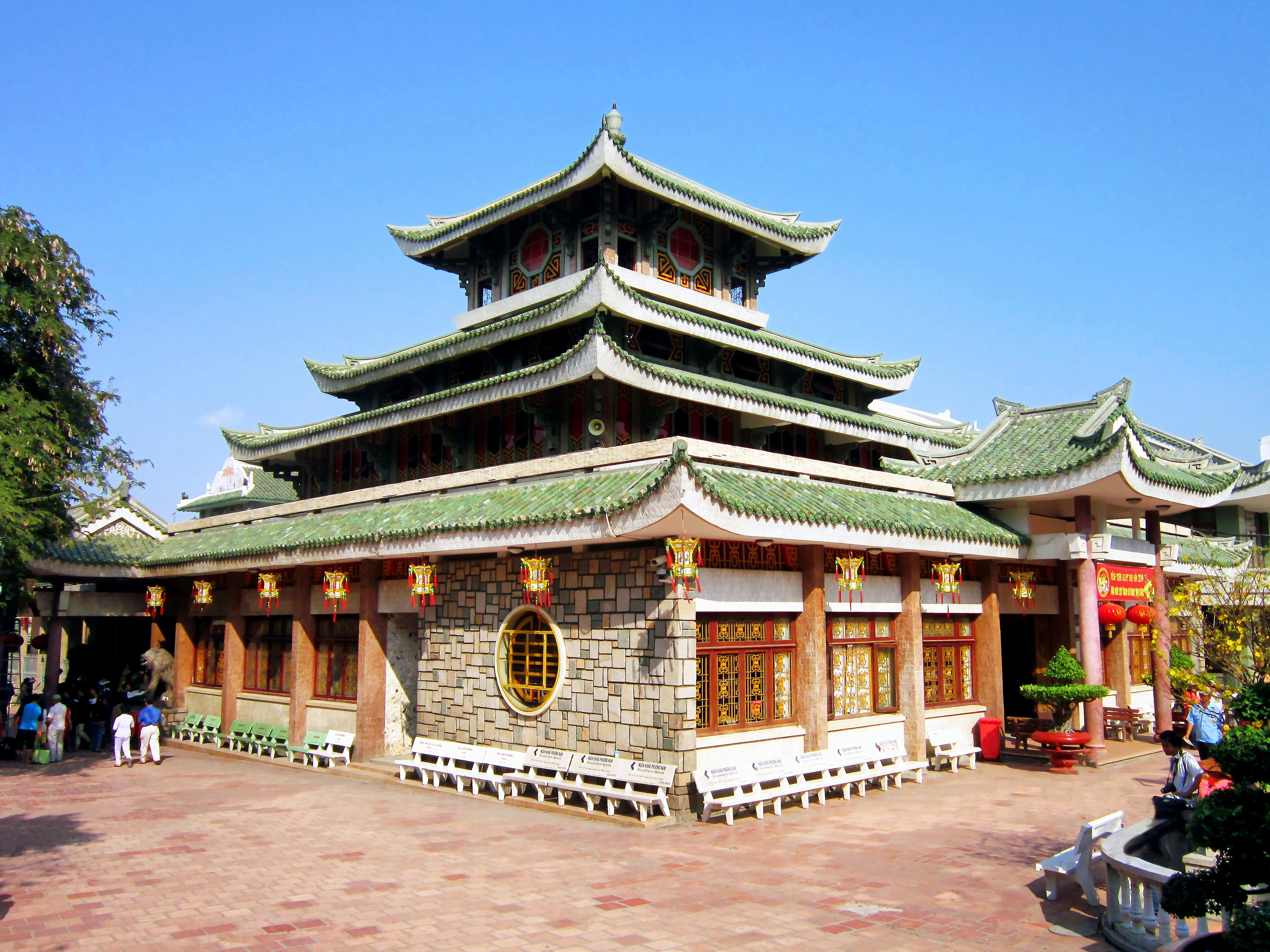
Bà Chúa Xứs huvudtempel.

Bà Chúa Xứ (Chữ nôm: 主處聖母, Chúa Xứ Thánh Mẫu: "Rikets Heliga Moder"), är en vietnamesisk gudinna. Hon tillhör den ursprungliga vietnamesiska folkreligionen thanismen snarare än den buddhism som senare kom till Vietnam. Hon tillbeds som framgångens, affärsverksamhetens och hälsans gudinna, och som den vietnamesiska gränsens väktare. Huvudorten för kulten ligger i byn Vĩnh Tế nära gränsen till Kambodja, där en tre dagar lång festival varje år hålls till hennes ära. Byn är också föremål för pilgrimsfärder.  